# Горавини
Горавини (біл. вёска Гаравіны) — село в складі Молодечненського району Мінської області, Білорусь. Село підпорядковане Тюрлівській сільській раді, розташоване в західній частині області.